# Синдезмофит
Синдезмофит је окоштавање спољашњег омотача фиброзног прстена међупршљенских дискова, које се развија током спондилитиса. Када премости простор између пршљенова, даје радиолошки снимак „бамбусовог штапа” што је једна од карактеристика за анкилозирајући спондилитис.

## Патологија
Синдезмофити се виде у само ограниченом броју стања, а то су: 
- aнкилозирајући спондилитис,
- ентеропатски артритис,[3]
- охроноза,
- флуороза,
- реактивни артритис,
- псоријазни артритис.

Синдезмофити се могу класификовати у две групе као:
- Маргинални синдезмофити (дуж ивица тела пршљенова)
- Немаргиналне синдезмофити (веће и гломазне промене даље од тела пршљенова).

Анкилозантни спондилитис класично приказује симетричне маргиналне синдезмофите. Ентеропатски артритис такође показује маргиналне синдесмофите. Псоријатични артритис и реактивни артритис манифестују се немаргиналним унилатералним или асиметричним синдезмофитима.

## Дијагноза
Класична радиографија
Изглед на обичним рендгенским снимцима обухвата вертикалну и симетричну калцификацију бочних ивица простора интервертебралног диска, и види се као танка трака кости која се протеже од ивице тела пршљена, обично симетрично са обе стране пршљена.

## Диференцијална дијагноза
Диференцијално дијагностички долазе у обзир:
Остеофити: окоштавање на синовијалним ивицама, са ипичним избочинама које иду окомито на кичму, за разлику од синдезмофити који иду паралелно са кичмом. Међутим, мостови остеофитa и велики синдезмофити могу имати сличан изглед, јер су оба оријентисана између вертикалне и хоризонталне осе. 
Ентезофити : који се налазе на споју лигамента или тетиве и нису повезани са зглобом.